# آشوت چیلینگاریان
آشوت چیلینگاریان (ارمنی: Աշոտ Չիլինգարյան؛ زادهٔ ۱۸ مهٔ ۱۹۴۹) یک فیزیک‌دان اهل ارمنستان است. وی در حوزهٔ فیزیک ذرات بنیادی کار می‌کند و تحقیقاتش بر روی برهم‌کنش‌های الکتروضعیف و نیروی گرانشی در فیزیک ذرات بنیادی تمرکز دارد. او در دانشگاه ایالتی ارمنستان و دانشگاه آکسفورد تحصیل کرده است. در حال حاضر به عنوان استاد فیزیک در دانشگاه یوروپا (یوکلید) در ارمنستان فعالیت می‌کند. چیلینگاریان عضو هیئت مدیره بنیاد علوم ارمنستان نیز بوده است.

## زندگی‌نامه
وی در ۱۸ مهٔ ۱۹۴۹ در ایروان به دنیا آمد. پدر وی آغاسی چیلینگاریان یک زیست‌شناس و سرپرست انستیتو جانورشناسی فرهنگستان ملی علوم ارمنستان بود.
وی در سال ۱۹۶۱ وارد دانشکده فیزیک دانشگاه دولتی ایروان شد و مدرک کارشناسی خود در رشته فیزیک اتمی را در سال ۱۹۷۱ کسب نمود. مدرک پی‌اچ‌دی را در سال ۱۹۸۴ در رشته فیزیک و دکتری علوم را در رشته ریاضیات در سال ۱۹۹۱ از مؤسسه فیزیک ایروان دریافت نمود.
وی از سال ۲۰۰۸ تا کنون رئیس مؤسسه فیزیک ایروان (موسسه فیزیک آلیخانیان) می‌باشد.

## عضویت‌ها
- بنیانگذار و رئیس مرکز محیطی فضایی آراگاتس
- عضو اتحادیه ژئوفیزیک آمریکا
- Chilingarian عضو بسیاری از انجمن های حرفه ای مانند:
- نماینده ارمنستان در کمیسیون بین المللی تحقیقات فضایی (COSPAR)
- نماینده ارمنستان در ابتکار بین المللی هواشناسی فضایی (ISWI)
- نماینده ارمنستان در اقدام اروپایی COST (همکاری اروپایی در علم و فناوری) ES0803: "توسعه محصولات و خدمات آب و هوای فضا در اروپا"
- موسس و سخنگوی مرکز محیطی فضایی آراگاتس (ASEC)
- عضو اتحادیه ژئوفیزیک آمریکا (AGU)
- عضو کمیته مشورتی بین المللی سمپوزیوم های پرتو کیهانی اروپا
- عضو کمیسیون پرتوهای کیهانی آکادمی علوم روسیه
- موسس و سخنگوی شبکه مشاهده و تحلیل محیطی فضا (SEVAN)
- عضو انجمن فیزیک آمریکا (APS)[6]
- دستیار سردبیر مجله Space Weather & Space Climate (SWSC).